# Tulsa Time
Tulsa Time ist ein von Danny Flowers geschriebener Country-Song, der 1978 von Don Williams veröffentlicht wurde.

## Originalversion
Die erste Interpretation des von Daniel W. „Danny“ Flowers (geboren 1949) geschriebenen Songs wurde im Oktober 1978 von Don Williams auf seinem Album Expressions veröffentlicht. In den Vereinigten Staaten erreichte die Single sowohl Platz eins der Country-Charts als auch Rang sechs der Billboard-Bubbling-Under-Hot-100-Chart. In Kanada positionierte sich das Stück auf Platz eins der RPM-Country-Tracks-Charts.

## Adaptierung und Coverversionen
Eric Clapton coverte den Song zunächst für sein Studioalbum Backless, das im November 1978 erschien. Eine Live-Interpretation Claptons wurde im Dezember 1979 aufgenommen und im April 1980 auf dem Album Just One Night veröffentlicht. Auf der DVD zum Crossroads Guitar Festival 2007 erschien eine weitere Live-Version des Stückes zusammen mit Sheryl Crow, Vince Gill und Albert Lee.
Reba McEntire veröffentlichte ihre Version des Stückes 1999 auf dem Kompilationsalbum Comfort from a Country Quilt. 2010 nahmen Jason Boland & the Stragglers das Lied für ihr Live-Album High in the Rockies auf. Eine deutsche Version veröffentlichte Volker Lechtenbrink 1980 unter dem Titel Leben so wie ich es mag.